# Арістід Денфер-Рошро
П'єр Філіпп Марі Арістід Денфер-Рошеро (фр. Pierre Philippe Marie Aristide Denfert-Rochereau; 11 січня 1823 — 11 травня 1878) — французький військовик і політик. Уславився завдяки успішному захисту Бельфора під час Франко-прусської війни, за що отримав прізвисько «Лев Бельфора» (фр. le lion de Belfort).

## Біографія
Народився в аристократичній протестантській родині. Його дружиною стала Поліна Сурло-Гогель, яка походила з впливової родини Монбельяра.
Денфер-Рошеро закінчив Політехнічну школу у 1842 році. Відзначився під час французької експедиції в Рим у 1849 році, брав участь у Кримській війні в 1855 році, де був поранений під час штурму Малахова кургану. З 1860 по 1864 рік служив у Французькому Алжирі.

## Облога Бельфора

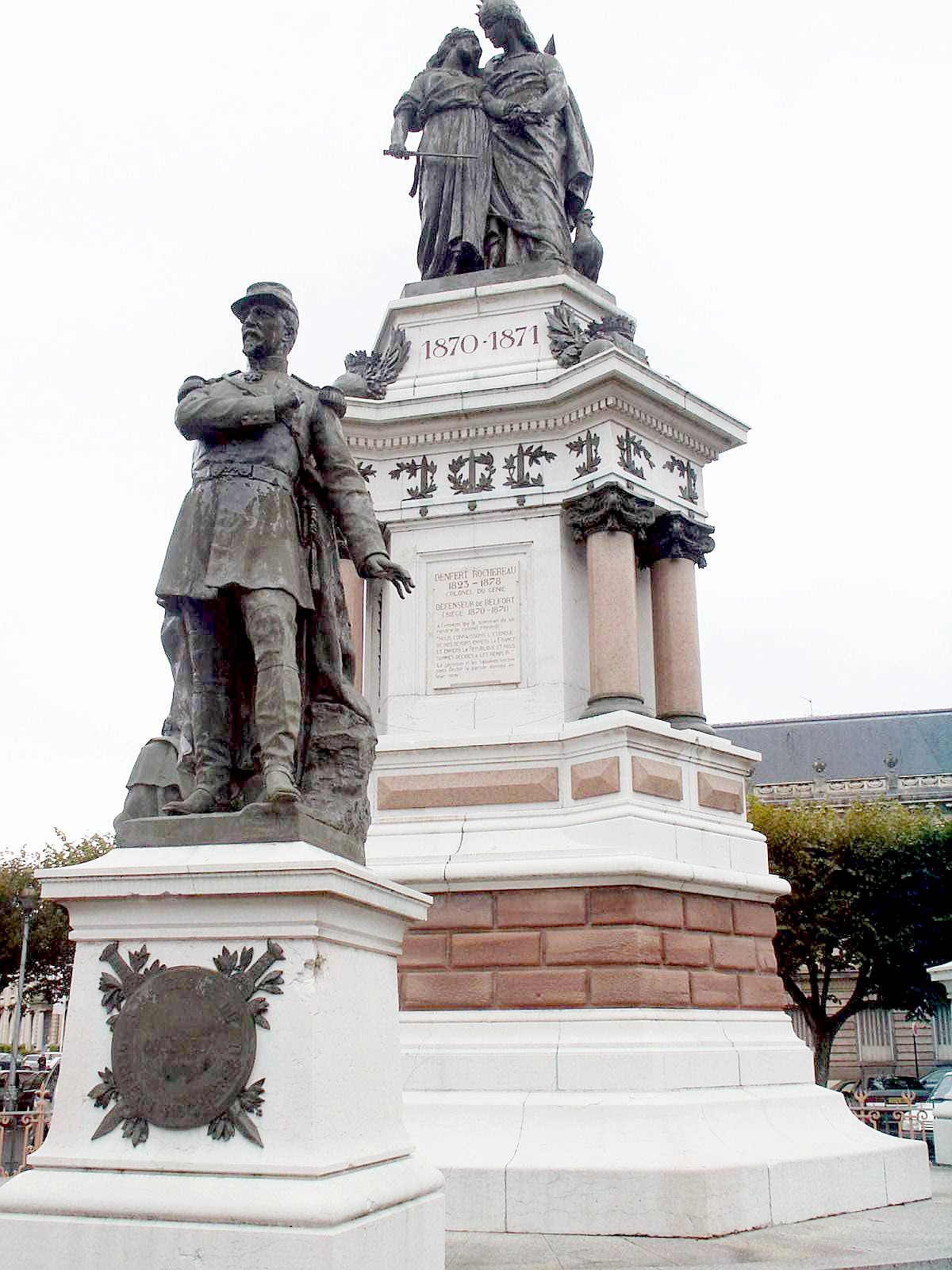
Пам'ятник полковнику Денфер-Рошро в Бельфорі.

У 1870 році призначений командувачем Бельфора. З листопада того ж року місто було атаковане і взяте в облогу німецькими військами під командуванням Августа фон Ведера. На вимогу здати фортецю Денфер-Рошеро відповів: «Ми усвідомлюємо наш обов'язок перед Францією та Республікою й готові його виконати». Відмовившись евакуювати цивільне населення, він зіткнувся з жорстоким артилерійським обстрілом, розпочатим німцями в грудні 1870 року.
Денфер-Рошро очолив 103-денний опір разом із гарнізоном у 15 000 осіб (з яких лише 3 500 були професійними військовими) і мешканцями міста проти 40 000 солдатів Вердера. Оборона закінчилася лише за наказом Уряду національної оборони 18 лютого 1871 року. Денфер-Рошро прийняв умови капітуляції, залишивши фортецю разом зі своїми військами та зброєю, не зазнавши при цьому поразки.
Відмовляючись визнавати мирний договір, він звернувся до Адольфа Тьєра з проханням помилувати молодого офіцера Луї-Натаніеля Росселя, який після поразки Франції приєднався до Паризької комуни. Проте Росселя було страчено 27 листопада 1871 року.
Оборона Бельфора врятувала честь Франції, принижену поразкою Мак-Магона під Седаном і капітуляцією Базена в Меці. Це також дозволило Тьєру зберегти регіон Бельфор, який залишився частиною Франції, попри анексію Ельзасу-Лотарингії Німеччиною.

## Політична кар'єра та спадщина
Ставши національним героєм, Денфер-Рошеро був обраний до Національних зборів як депутат. Там він підтримував політику Леона Гамбетти. Помер у Версалі у 1878 році й був похований поруч зі своєю дружиною на цвинтарі Монбельяра.
На його честь у 1879 році була названа Площа Денфер-Рошеро у Парижі (XIV окрузі, район Монпарнас), а також низка вулиць і площ по всій Франції.